# Ivanich Antal

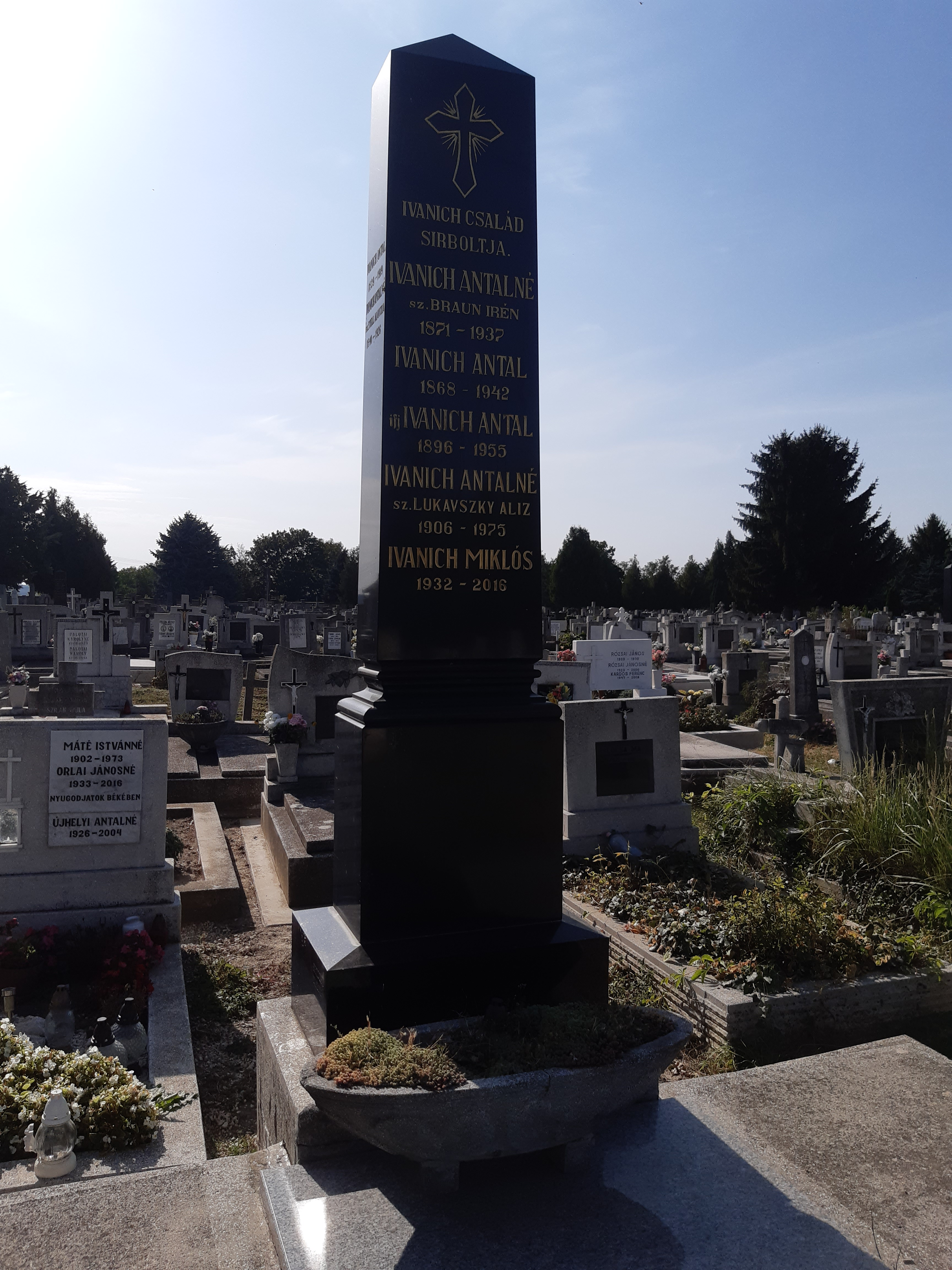
Az Ivanich család sírhelye Dombóváron

Ivanich Antal (Baté, 1868. szeptember – Dombóvár, 1942. december 28.) magyar királyi kormánytanácsos, villanytelep-tulajdonos.

## Életútja
Budapesten tökéletesítette azt a tudást, melyet édesapja mellett sajátított el. Gépmesterként szerelt le az Osztrák–Magyar Monarchia haditengerészetétől. 24 hónapos világkörüli úton vett részt a Novara nevű fregatton. Megalapította a járás első mezőgazdasági gépgyárát, miután leszerelt és letelepedett Dombóváron, 1905-ben pedig a villanytelepet. Dombóváron az első villanylámpák 1905. december 17-én gyulladtak ki. Magyar királyi kormánytanácsos lett 1927-ben.

## Társasági tagsága
- Dombóvári Ipartestület elnöke[3]
- Dombóvári Önsegélyező Egyesület
- Dombóvári Takarékpénztár (igazgatósági tag)

## Emlékezete
- Kerámia portréja az Ivanich-üzletházban található a Dombóvári Pantheonban.[4]
- Nevét utca viseli Dombóváron – 1991
- Nevét üzletház viseli.
- Munkásságát emléktáblák őrzik.
- Családi sírhelye a dombóvári katolikus (egyházi) temetőben.

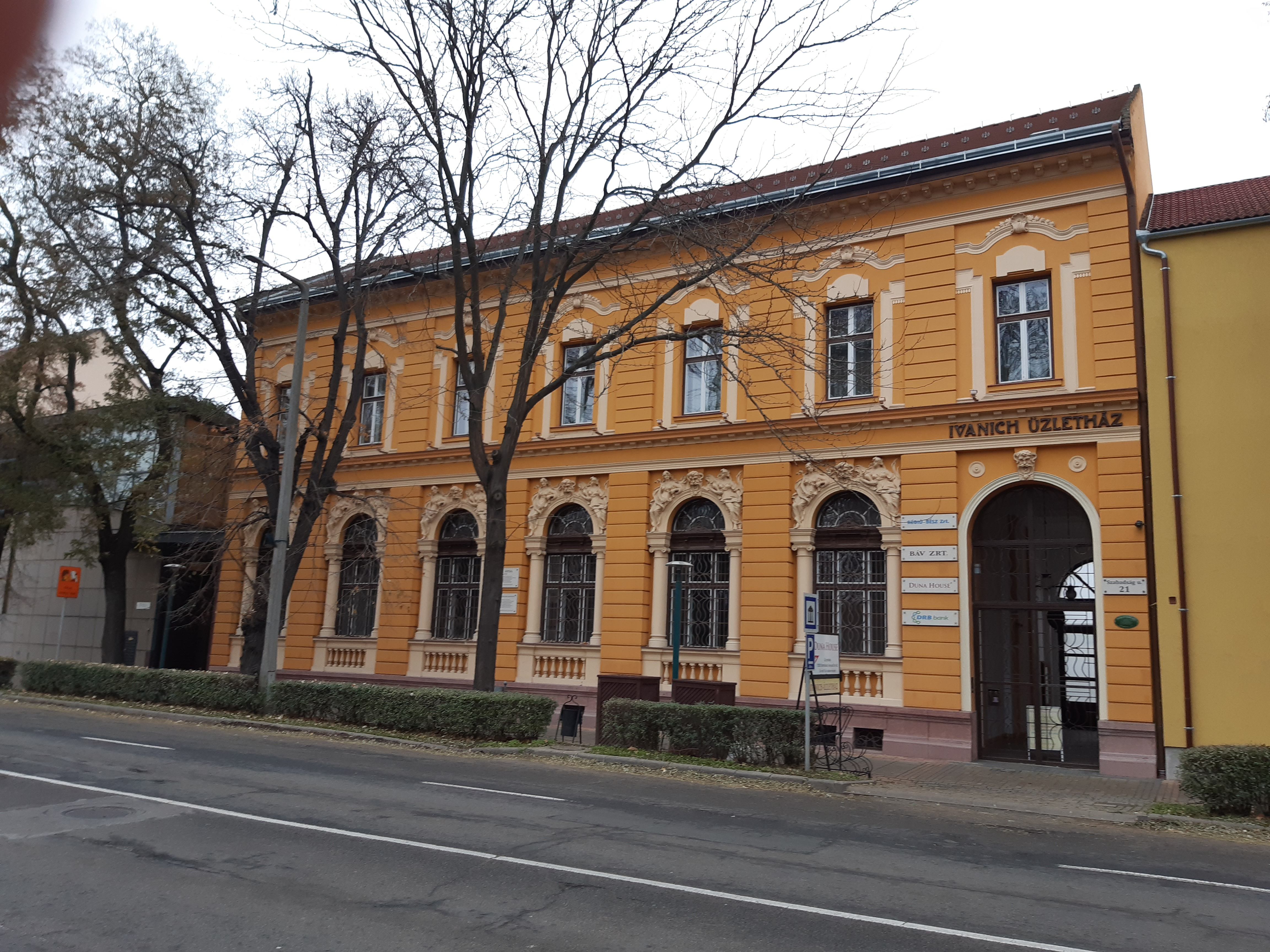
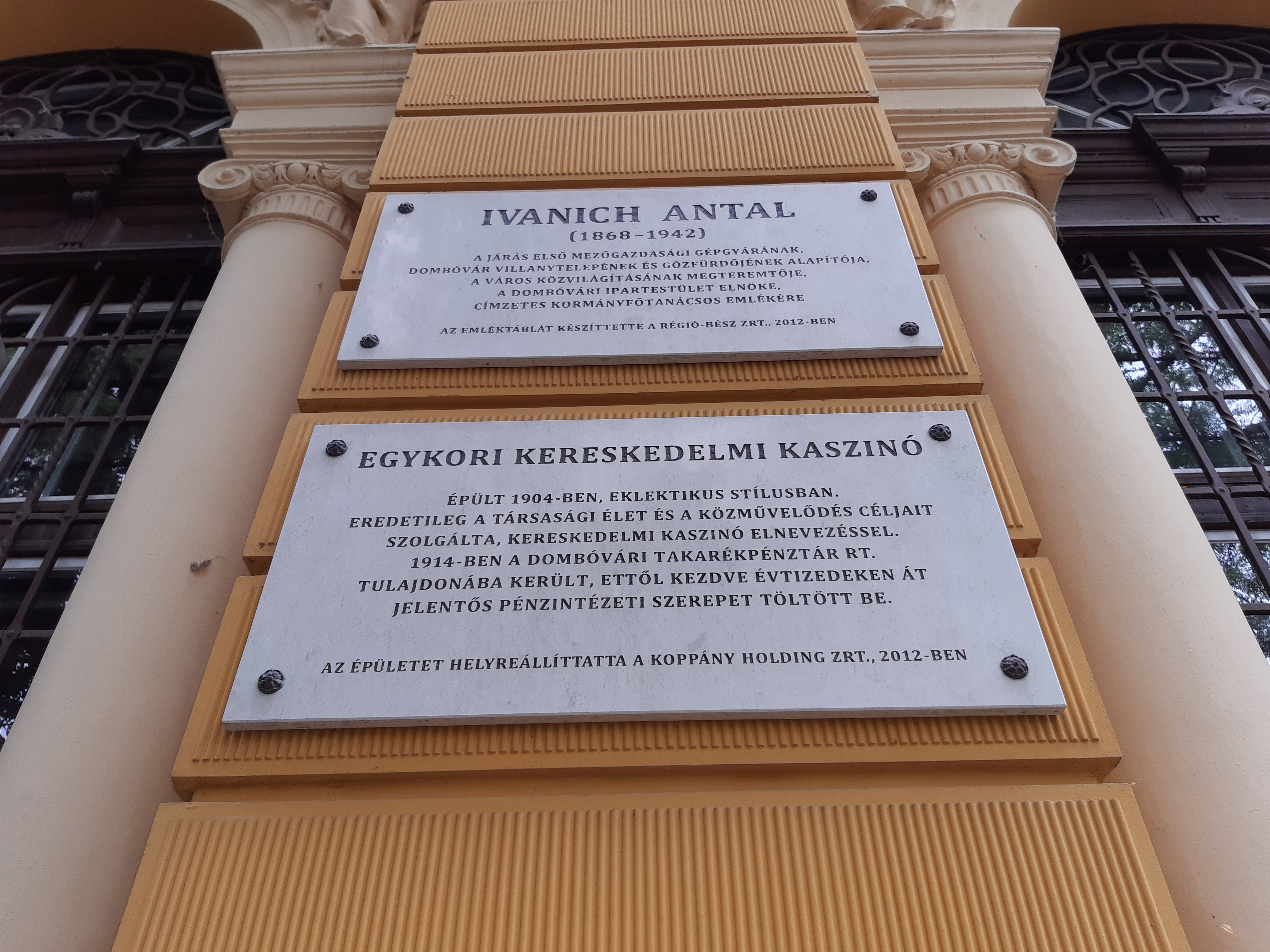
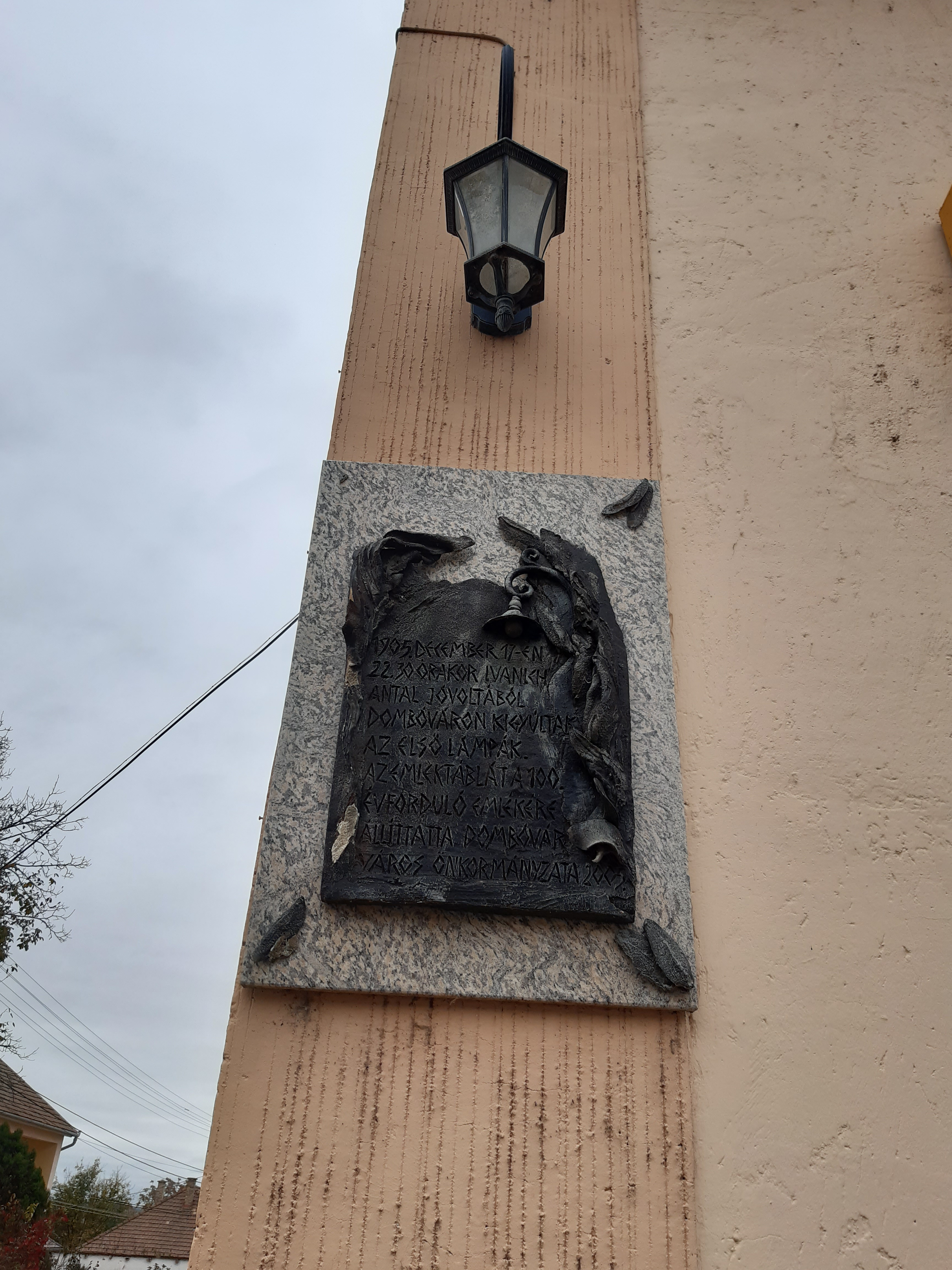